# Calvados

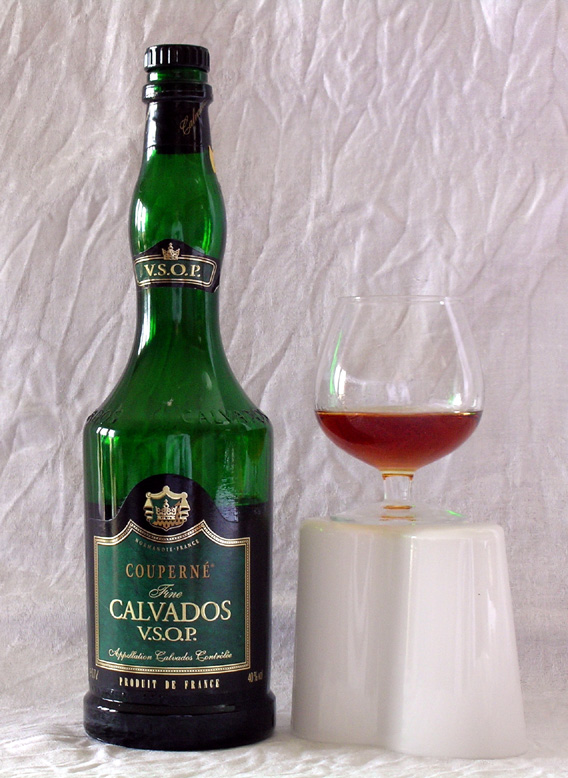
Couperné Calvados

A calvados hagyományos normandiai almaborból készített, érlelt gyümölcspárlat. A francia köznyelvben gyakran használt a calva rövidített név.

## Története

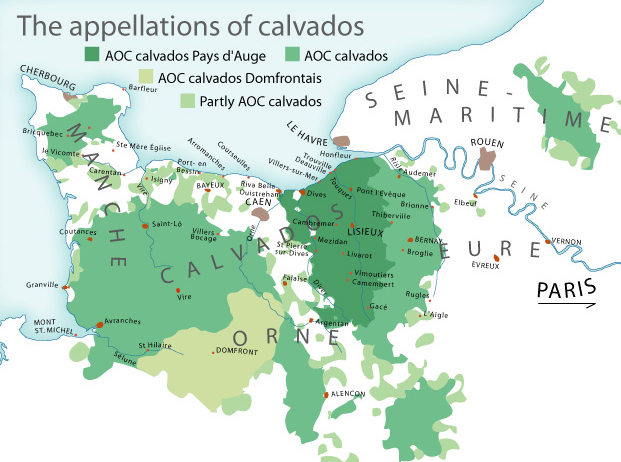
A calvados-régió térképe

Normandiában már a középkor végétől készítenek almapárlatokat. Az első írás az italról egy cotentini (Manche megye) újságban 1553. március 23-án jelent meg, amelyet egy helyi nemes, Gilles de Gouberville írt. A calvadosfőzők első egylete 1600-ban alakult meg.
Calvados megye elnevezésének egy romantikus magyarázata szerint a spanyol király Legyőzhetetlen Armadájának egy hajója, az El Salvador hajótörést szenvedett Normandia partjainál, ennek emlékére először El Calvador, majd „le Calvados” lett a területnek neve. A valószínűbb magyarázat, hogy a név a „calva dorsa” (kopasz hát) latin kifejezésből ered, ami a tenger felől jellemzi, jelzi a vidéket, és korai tengerészeti térképeken így nevezték ezt a partrészt. 1790-ben az új közigazgatási törvény a 83 megye egyikeként határozta meg ezt a területet. Az ital elnevezése 1942-től törvénnyel eredetvédett (AOC – Appellation d’origine contrôlée): egy almaborpárlat csak akkor calvados, ha teljesíti annak gyártási előírásait, és a törvényben rögzített, Calvados-környéki területen készült – miként a brandy is csak akkor nevezhető cognacnak, ha Cognac vidékén készült és megfelel a szigorú követelményeknek. Két további eredetvédett alváltozata a Pays d’Auge-i és a domfrontais-i calvados. Egyéb eredetvédett francia almaborpárlatok a bretagne-i, a normandiai és a maine-i eau-de-vie de cidre.

## Készítése

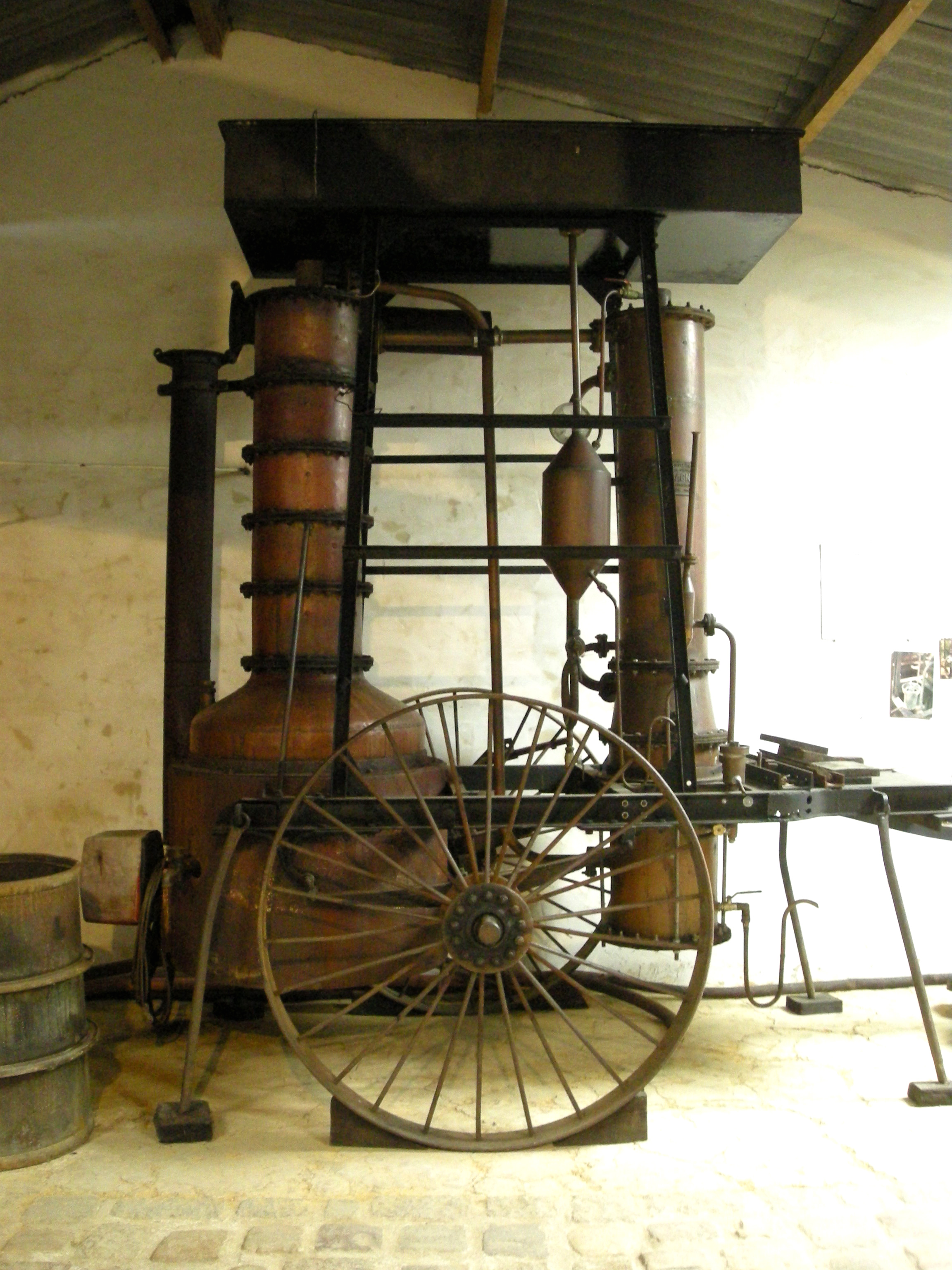
A calvados készítéséhez használt folyamatos lepárló

A calvados készítése szempontjából meghatározó, hogy a friss almalé mekkora cukor-, illetve savtartalommal bír, egy jó minőségű ital elkészítéséhez édes, keserédes, savanyú és keserű almákat is fel kell használni meghatározott, egyéni recept szerinti arányban. A vidék több mint 200 almafajtájából a helyi calvadoskészítők saját receptjük szerint állítják össze az alaplét, a cefrét.
Egy liternyi 40%-os alkoholtartalmú ital készítéséhez 12–25 kg almát használnak fel, rendszerint minimális mennyiségben körtével keverve. A leszedett almát pürévé darálják, majd kipréselik a levét. Az almalé hamar erjedni kezd, a természetes erjedés eredménye az almabor, amit önálló italként is fogyasztanak. Amint kifejlődött az almabor ízvilága, akkor kezdődik a lepárlás, ami egy egyedi felépítésű folyamatos lepárlóval történik, illetve a Pays d’Auge-i calvados esetén kétszeres kisüsti lepárlással. A friss párlat színtelen és olykor nyers, tolakodó jellegű, így ideális a hosszas fahordós érlelésre, mely alatt kellemes itallá alakul, további aromákkal és aranyló színnel is gazdagodva. Ennek érdekében előszeretettel alkalmaznak kis méretű hordókat. Minimum két évig kötelező hordóban érlelni, de a borpárlatokhoz hasonlóan léteznek hosszabb érlelésű calvadosok is, a korral értékük is jelentősen emelkedik.
A Franciaországban érvényes szabályozás szerint kereskedelmi forgalomba csak 40–42 fokos erősségű ital hozható. A hagyományos calvados ennél erősebb, akár 72 fokos is lehet. 1950 előtt a szabályozás megengedte, hogy házilag, rendszerint a település által közösen fenntartott, házról házra vontatott kocsira szerelt desztillálót használjanak a termelők. Azóta új engedélyt nem adnak ki, de a régiek még üzemelhetnek. Emellett Normandiában még számos kis magánüzem állítja elő saját receptje szerint e tájra jellemző italt.

## Gasztronómia
Elsősorban aperitifnek isszák, de jót tesz a túlterhelt gyomornak, ezért digestif is. Néhány cseppje csodálatos ízeket bont ki a feketekávéból. Ezért közkedvelt, a nálunk Remarque regényeiből elhíresült café calva a franciák körében. A calvados észak-amerikai rokona az Új-Angliából származó „applejack”.